# Edmund Breon
Pour les articles homonymes, voir Bréon.
Edmund Breon (parfois crédité Edmond Bréon ou Edmond Breon) est un acteur écossais, né Iver Edmund de Breon MacLaverty le 12 décembre 1882 à Hamilton (Écosse), mort le 24 juin 1953 à Cork (Irlande).

## Biographie
Edmund Breon (nom de scène) débute au théâtre vers le début des années 1900 dans son pays natal, se produisant notamment durant sa carrière à Londres (ex. : Loyalties (en) de John Galsworthy en 1922, avec Ian Hunter et Cathleen Nesbitt) et à Glasgow. De plus, il joue deux pièces à Broadway (New York), la première en 1931 ; la seconde, représentée 477 fois de novembre 1940 à janvier 1942, est Le blé est vert (en) d'Emlyn Williams (avec Ethel Barrymore et Rhys Williams).
Au cinéma, il apparaît d'abord durant la période du muet, dans des films français (dont de nombreux courts métrages) sortis à partir de 1909, où il est le plus souvent crédité Edmond Bréon et quasiment tous réalisés par Louis Feuillade. Ainsi, il est l'inspecteur Juve dans les cinq films que celui-ci consacre à Fantômas (avec René Navarre dans le rôle-titre), dont Juve contre Fantômas (1913) et Le Faux Magistrat (1914). Aux côtés du même Louis Feuillade, mentionnons également Les Vampires (1916, avec Musidora et Édouard Mathé) et Barrabas (1920, avec Fernand Herrmann et Édouard Mathé). Son dernier film français est L'Écuyère de Léonce Perret (avec Jean Angelo), sorti en 1922.
Puis il entame une seconde période à l'écran avec un premier film britannique (et dernier muet) sorti en 1928, A Little Bit of Fluff de Wheeler Dryden et Jess Robbins (avec Sydney Chaplin et Betty Balfour). Suit un premier film américain (et premier parlant) sorti en 1930, La Patrouille de l'aube d'Howard Hawks (avec Richard Barthelmess et Douglas Fairbanks Jr.).
Dans les années 1930, il participe surtout à des films britanniques, dont La Vie privée de Don Juan d'Alexander Korda (1934, avec Douglas Fairbanks et Merle Oberon) et Vive les étudiants de Jack Conway (1938, avec Robert Taylor et Maureen O'Sullivan).
En 1940, année de sortie de son dernier film britannique, Edmund Breon s'installe aux États-Unis en raison de la Seconde Guerre mondiale. Désormais, il tourne exclusivement des films américains (sortis à partir de 1944), le dernier étant Les Fils des Mousquetaires de Lewis Allen (avec Cornel Wilde et Maureen O'Hara), sorti en 1952, l'année suivant sa mort (1951). Citons aussi La Femme au portrait de Fritz Lang (1944, avec Edward G. Robinson et Joan Bennett), La Clef de Roy William Neill (1946, avec Basil Rathbone et Nigel Bruce) et Le Défi de Lassie de Richard Thorpe (1949, avec Edmund Gwenn et Donald Crisp).

## Théâtre (sélection)
(pièces jouées à Londres, sauf mention contraire)
- 1906-1907 : Raffles d'E. W. Hornung (Southampton)
- 1910-1911 : The Girl Who Couldn't Lie de Sydney Howard ; La Cerisaie (The Cherry Orchard) d'Anton Tchekhov
- 1911 : Wee Macgreegor de J. J. Bell et H. R. Bell : Le père de Wee (Glasgow)
- 1911 : Rutherford & Son de W. T. Gliddon
- 1922 : Loyalties de John Galsworthy
- 1922-1923 : The Rumour de C. K. Munro
- 1931 : Fast Service d'Elliott Nugent et J. C. Nugent, mise en scène et production d'Edgar Selwyn : Tommy Mullen (Broadway)
- 1938-1939 : Spring Meeting de John Perry, mise en scène de John Gielgud
- 1940-1942 : Le blé est vert (en) (The Corn Is Green) d'Emlyn Williams, mise en scène d'Herman Shumlin : Le châtelain[2] (Broadway)

## Filmographie partielle

### Période française

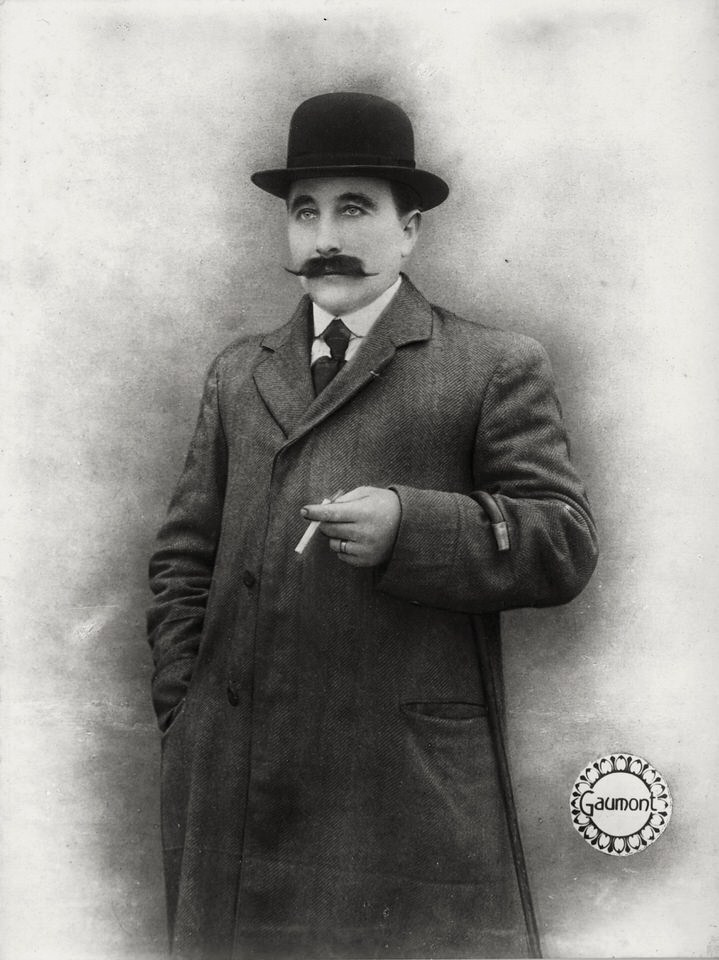
Dans le rôle de l'inspecteur Juve (série cinématographique des Fantômas, 1913-1914, photo promotionnelle)

(réalisations de Louis Feuillade, sauf mention contraire ou complémentaire)
- 1909 : La Cigale et la Fourmi
- 1909 : Le Printemps
- 1910 : Au temps de la chouannerie
- 1910 : André Chénier (coréalisateur : Étienne Arnaud) : Marie-Joseph Chénier
- 1910 : La Faute d'un autre
- 1910 : La Légende de Daphné
- 1911 : La Lettre égarée
- 1911 : Le Tyran de Syracuse
- 1911 : Les Capuchons noirs
- 1911 : Bébé et ses grands-parents
- 1911 : La Dernière Conquête de Don Juan de Jean Durand
- 1911 : Tant que vous serez heureux
- 1911 : La Lettre aux cachets rouges
- 1911 : L'Héritage du demi-solde
- 1911 : Héliogabale ou L'Orgie romaine
- 1911 : La Tare
- 1911 : L'Alibi
- 1911 : Le Fils de la Salamite ou Le Fils de la Sunamite
- 1911 : Le Trust ou les Batailles de l'argent
- 1911 : Marie Stuart et Rizzio
- 1911 : La Vierge d'Argos
- 1912 : La Cassette de l'émigrée : Poyen
- 1912 : Bébé et le Vieux Marcheur
- 1912 : La Course aux millions : Célestin Riquier
- 1912 : Dans la brousse
- 1912 : L'Oubliette
- 1913 : Une aventure de Bout de Zan
- 1913 : Fantômas : L'inspecteur Juve
- 1913 : Les Bretelles de Léonce Perret : Un technicien
- 1913 : Le Secret du forçat : L'inspecteur Fériaud
- 1913 : L'Écrin du Rajah
- 1913 : Bout de Zan au bal masqué : Le père
- 1913 : Les Chasseurs de lions
- 1913 : L'Agonie de Byzance : Le cardinal légat Isidore
- 1913 : Au gré des flots : Le second
- 1913 : Bout de Zan et le Chemineau : Le père
- 1913 : S'affranchir : L'oncle César
- 1913 : Un drame au Pays basque : Le douanier
- 1913 : Juve contre Fantômas : L'inspecteur Juve
- 1913 : Bout de Zan et le Crocodile
- 1913 : La Marche des rois : Le commissaire Saugé
- 1913 : Le Browning : Burtin
- 1913 : Le Mort qui tue : L'inspecteur Juve / Le bandit Crânajour
- 1913 : La Petite Danseuse : Le braconnier
- 1913 : Bout de Zan et le Lion : Le père
- 1914 : Les Fiancés de Séville
- 1914 : Les Somnambules : L'élève pharmacien
- 1914 : L'Enfant de la roulotte : Le Romani
- 1914 : Le Coffret de Tolède
- 1914 : Bout de Zan a la gale
- 1914 : Fantômas contre Fantômas : L'inspecteur Juve
- 1914 : L'Illustre Mâchefer
- 1914 : Les Pâques rouges
- 1914 : Le Faux Magistrat : L'inspecteur Juve / Le délégué plénipotentiaire autrichien
- 1914 : La Rencontre
- 1914 : Severo Torelli : Fra Paolo
- 1914 : L'Hôtel de la gare : Le garçon d'hôtel
- 1916 : Les Vampires, épisode 7 Satanas : Le secrétaire de Satanas
- 1919 : L'Énigme : Gourdon
- 1919 : Le Nocturne
- 1919 : L'Engrenage : Le paysan
- 1920 : Barrabas : Dr Lucius
- 1922 : L'Écuyère de Léonce Perret

### Période américano-britannique

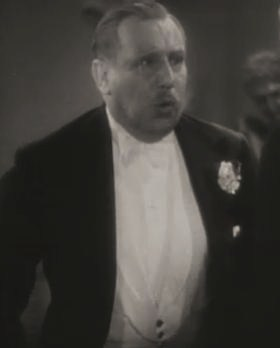
Dans I Like Your Nerve (1931)

- 1928 : Le Mari déchaîné (A little bit of fluff) de Jess Robbins et Wheeler Dryden : John Ayres
- 1930 : La Patrouille de l'aube (The Dawn Patrol) d'Howard Hawks : Lieutenant Phipps
- 1930 : On Approval de Tom Walls : Richard Wemys
- 1931 : The Love Habit d'Harry Lachman : Alphonse Dubois
- 1931 : Born to Love de Paul L. Stein : Tom Kent
- 1931 : I Like Your Nerve de William C. McGann : Clive Lattimer
- 1931 : Chances d'Allan Dwan : Le général
- 1932 : Women Who Play d'Arthur Rosson : Rachie Wells
- 1932 : Maryrose et Rosemary (Wedding Rehearsal) d'Alexander Korda : Lord Fleet
- 1932 : Leap Year de Tom Walls : Jack Debrant
- 1933 : Three Men in a Boat de Graham Cutts : George
- 1933 : Waltz Time de Wilhelm Thiele : Juge Bauer
- 1934 : La Vie privée de Don Juan (The Private Life of Don Juan) d'Alexander Korda : Cardona, le dramaturge
- 1934 : Mister Cinders de Friedrich Zelnik : Sir George Lancaster
- 1934 : Le Mouron rouge (The Scarlet Pimpernel) d'Harold Young : Colonel Winterbottom
- 1935 : The Divine Spark de Carmine Gallone : Gioachino Rossini
- 1935 : She Shall Have Music de Leslie S. Hiscott : Freddie Gates
- 1936 : Love in Exile d'Alfred L. Werker
- 1937 : French Leave (en) de Norman Lee : Colonel Root
- 1937 : Keep Fit d'Anthony Kimmins : Sir Augustus Marks
- 1937 : Return of the Scarlet Pimpernel d'Hanns Schwarz : Colonel Winterbottom
- 1938 : Owd Bob de Robert Stevenson : Lord Meredale
- 1938 : Many Tanks Mr. Atkins de Roy William Neill : Le colonel
- 1938 : Vive les étudiants (A Yank at Oxford) de Jack Conway : Capitaine Wavertree
- 1938 : Almost a Honeymoon (en) de Norman Lee : Aubrey Lovitt
- 1939 : Au revoir Mr. Chips (Goodbye, Mr. Chips) de Sam Wood : Colonel Morgan
- 1939 : Le Triomphe de l'amour (The Outsider) de Paul L. Stein : Dr Ladd

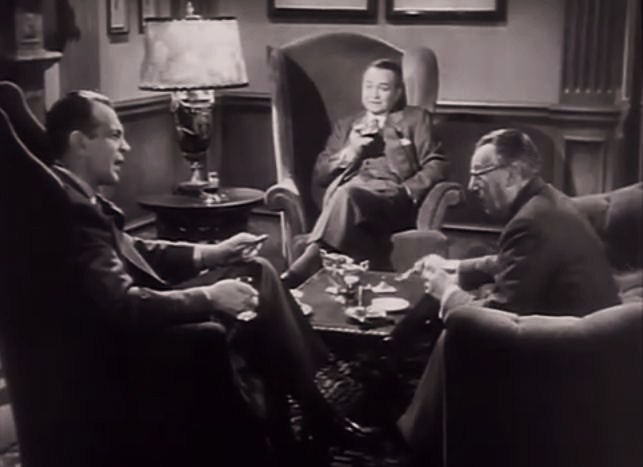
De g. à d. : Raymond Massey, Edward G. Robinson et Edmund Breon, dans La Femme au portrait (1944)

- 1940 : It Happened to One Man de Paul L. Stein : Amiral Drayton
- 1944 : Jack l'Éventreur (The Lodger) de John Brahm : Le directeur
- 1944 : Casanova le petit (Casanova Brown) de Sam Wood : M. Drury
- 1944 : La Femme au portrait (The Woman in the Window) de Fritz Lang : Dr Michael Barkstane
- 1944 : Une heure avant l'aube de Frank Tuttle : Freddy Merritt
- 1944 : Hantise (Gaslight) de George Cukor : Général Huddleston
- 1944 : Les Blanches Falaises de Douvres (The White Cliffs of Dover) de Clarence Brown : Major Rupert Bancroft
- 1945 : Le Sérum de longue vie (The Man in Half Moon Street) de Ralph Murphy : Sir Humphrey Brandon
- 1945 : L'Intrigante de Saratoga (Saratoga Trunk) de Sam Wood : McIntyre
- 1946 : La Clef (Dressed to Kill) de Roy William Neill : Julian « Stinky » Emery
- 1946 : La Vie passionnée des sœurs Brontë (Devotion) de Curtis Bernhardt : Sir John Thornton
- 1947 : Suprême aveu (The Imperfect Lady) de Lewis Allen : Le lord chef de justice
- 1947 : Ambre (Forever Amber) d'Otto Preminger : Lord Redmond
- 1948 : Le Maître de Lassie (Hills of Home) de Fred M. Wilcox : Jamie Soutar
- 1948 : La Belle imprudente (Julia Misbehaves) de Jack Conway : Jamie
- 1948 : Vous qui avez vingt ans (Enchantment) d'Irving Reis : Oncle Bunny
- 1949 : La Corde de sable (Rope of Sand) de William Dieterle : Le président
- 1949 : Le Défi de Lassie (Challenge to Lassie) de Richard Thorpe : Le magistrat
- 1951 : La Chose d'un autre monde (The Thing from Another World) de Christian Nyby et Howard Hawks : Dr Ambrose
- 1952 : Les Fils des Mousquetaires (At Sword's Point) de Lewis Allen : Le chambellan de la reine